# Nogent-le-Roi
 Nogent-le-Roi  es una población y comuna francesa, en la región de  Centro, departamento de Eure y Loir, en el distrito de Dreux. Es el chef-lieu y mayor población del cantón de Nogent-le-Roi.
Incluye la commune associée de Vacheresses-les-Basses.

## Demografía
| 1833 | 1876 | 2527 | 3267 | 3832 | 4142 |
| Para los censos de 1962 a 1999 la población legal corresponde a la población sin duplicidades (Fuente: INSEE [Consultar]) |      |      |      |      |      |

En 1999, Vacheresses-les-Basses tenía 232 habitantes.